# Moeder en kind (Nic. Jonk)
Moeder en kind is een kunstwerk in Amstelveen.
Het is een bronzen beeld uit 1958 staande op een sokkel, gemaakt door kunstenaar Nic Jonk. Het staat in een perk van halfhoge struiken aan de Keizer Karelweg, daar waar die de Dr. Plesmansingel kruist/oversteekt. Het beeld geeft een moeder weer, die zit op haar linker dij en zich met haar rechter been in evenwicht houdt. Ze wordt op het linkerdeel van haar rug beklommen door een kind, waarbij de moeder haar kind ondersteunt met haar rechter arm (arm van het kind) en linkerarm (hoofd van het kind). Ze lijkt het gezicht van het kind lieflijk tegen haar eigen gezicht aan de drukken. Beiden stralen vrolijkheid en plezier uit. Jonk haalde voor het beeld inspiratie uit zijn eigen gezin. Zoon Zeger Jonk noemde het beeld ongepolijster dan Jonks latere werk, dat veelal glad werd uitgevoerd. Door de grove uitvoering lijkt het beeld te verkleuren, zodra de lichtval wijzigt. Jonk zou meerdere werken maken met moeder en kind als thema.